# Conflitos territoriais da América do Sul
Com o nome de Conflitos territoriais da América do Sul são conhecidos os conflitos que ocorreram no território deste subcontinente, desde antes da chegada dos colonizadores europeus até hoje em dia, e que tem moldado a geografia política da região.

## História

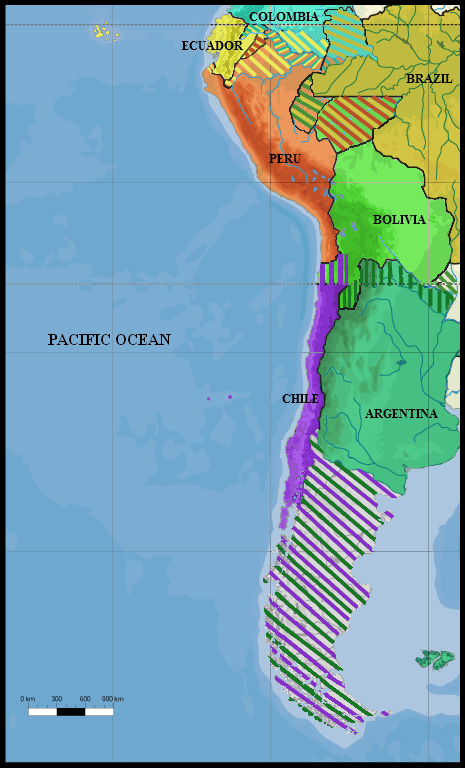
Disputas territoriais no ocidente da América do Sul.

Disputas territoriais na região do Rio da Prata.

### Conflitos do século XVIII
- Guerra Guaranítica (1753-1756): Conflito armado envolvendo as tribos guaranis das missōes jesuíticas contra as tropas espanholas e portuguesas, como consequência do Tratado de Madrid (1750) que definiu uma linha de demarcação entre o território colonial espanhol e português na América do Sul. O limite estabelecido era demarcado pelo Rio Uruguai, com Portugal possuindo o território a leste do rio e a Espanha a oeste. Com isso, as sete missões jesuítas a leste do Rio Uruguai, conhecidas como Missões Orientais, deveriam ser desmanteladas e deslocadas para o lado oeste espanhol do rio. Uma força combinada de 3000 soldados espanhóis e portugueses lutaram contra os guaranis na Batalha de Caiboaté. Ao final, o exército conjunto espanhol-português ocupou as sete Missões, os guaranis foram evacuados para o oeste do rio Uruguai, o exército aliado permaneceu por dez meses nas Missões, os portugueses recuaram para o Rio Pardo sem poder concordar com o limite na nascentes do Rio Ibicuí e sem entregar a Colônia do Sacramento à Espanha.[1][2][3][4] O drama vivenciado pelos guaranis, jesuítas, bandeirantes e tropas ibéricas foi mostrado no filme britânico A Missão, de 1986.[5]

### Conflitos do século XIX
- Invasão luso-brasileira (1816-1820): Conflito que ocorreu na totalidade do território atual da República Oriental do Uruguai, na Mesopotâmia argentina e no sul do Brasil, e que teve como resultado a anexação da Banda Oriental ao Reino Unido de Portugal, Brasil e Algarve, com o nome de Província Cisplatina[6].
- Guerra da Cisplatina (1825-1828): Conflito pela possessão da Província Cisplatina (a qual cobria a totalidade do que hoje é a República Oriental do Uruguai), neste momento sob o controle do Reino Unido de Portugal, Brasil e Algarve, mas que anteriormente havia sido una das Províncias Unidas do Rio da Prata, ou seja, Argentina. Como resultado, o Brasil perde a Província Cisplatina, que não volta a formar parte das Províncias Unidas, mas sim passa a ser um novo estado independente: o Uruguai[7].
- Guerra entre a Grã-Colombia e o Peru (1828-1829): Foi um conflito armado que opôs a Grã-Colômbia e a República do Peru, pela soberania sobre as regiões de Maynas, na amazônia, Jaén, nos andes, Tumbes e Guayaquil, na costa do Pacífico. Esta guerra deu origem ao conflito limítrofe entre o Peru e o Equador e à guerra Colômbia-Peru de 1932-1933[8].
- Guerra entre o Equador e a Nova Granada (1832): Foi uma conflagração que enfrentou a República da Nova Granada contra a República do Equador, pela soberania das províncias limítrofes de Pasto, Popayán e Buenaventura.
- Guerra dos Farrapos (1836-1845): Originada da Revolução Farroupilha de 1835, que adquiriu caráter separatista em 11 de setembro de 1836, tinha como objetivo separar a Província de São Pedro do Rio Grande do Sul do Brasil, frente à negação do Império Brasileiro às suas demandas (como a federalização do território brasileiro). Terminou com a assinatura do Tratado de Ponche Verde, sendo o conflito regional de maior duração da América do Sul.
- Guerra entre as confederações Argentina e Peruano-Boliviana (1837-1839): Esta guerra teve início em 19 de maio de 1837, quando o então encarregado das relações exteriores da Confederação Argentina e governador da Província de Buenos Aires, Juan Manuel de Rosas, declarou guerra contra a Confederação Perú-Boliviana por conta da Questão de Tarija, pelo apoio de Andrés de Santa Cruz ao Partido Unitario, e pela suspeita de que a Confederação peruano-boliviana tentaria anexar as províncias do Noroeste argentino. Note-se que este conflito ocorreu dentro do quadro e com a simultaneidade do conflito que a confederação do Peru-Bolívia teve com o Chile, por isso é realmente uma única guerra. As operações começaram em agosto de 1837, quando as tropas confederadas peruano-bolivianas invadiram e anexaram a maior parte da Puna da Província de Jujuy e o norte de Salta, que foram recuperadas pelas forças argentinas com muitas dificuldades. Após a derrota de Santa Cruz, o novo presidente da Bolívia, o general Velasco, conseguiu acabar com o estado de guerra mostrando vontade de negociar o problema de Tarija; essa negociação só conseguiu produzir frutos em 1889, quando a Bolívia, em troca de Tarija, compensou a Argentina ao dar-lhe um território que havia sido perdido durante a Guerra do Pacífico pelo Chile: a Puna de Atacama[9].
- Guerra contra a Confederação Peru-Bolívia (1836-1839): Foi um confronto de guerra entre a Confederação peruano-boliviana liderada pelo ditador supremo Andrés de Santa Cruz que visava unir Peru e Bolívia em uma única nação e, por outro lado, a coalizão do exército chileno e do Exército peruano de restauração que se opunham as ideias de Santa Cruz e, finalmente, as vencedoras. Note-se que este conflito ocorreu dentro do quadro e simultaneamente com o conflito que a confederação do Peru-Bolívia teve com a Confederação Argentina, então é realmente uma única guerra[10].
- Bloqueio anglo-francês do Rio da Prata (1845-1850): É o nome pelo qual o conflito armado entre os governos da França e da Inglaterra (com apoio unitário argentino e colorado uruguaio) contra a Confederação Argentina com apoio dos blancos uruguaios no âmbito da Grande Guerra do Uruguai  que resultou na vitória da Confederação Argentina. O conflito começou com o bloqueio anglo-francês do porto de Buenos Aires, que teve como motivo prejudicar o lado federal e pressionar para que as duas potências europeias pudessem receber direitos marítimos e, acima de tudo, fluviais, no território argentino[11].
- Guerra hispano-sulamericana (1865 -1866): A guerra hispano-sul-americana (chamada no Chile da Guerra do Peru contra a Espanha e na Espanha de Guerra do Pacífico) foi uma guerra que ocorreu nas costas chilenas e peruanas, na qual Espanha enfrentou, por um lado, o Peru e o Chile, principalmente, e Bolívia e Equador, em menor grau. O conflito diplomático começou entre o Peru e a Espanha devido ao Incidente de Talambo e à ocupação da Ilha Chincha e o conflito terminou com o reconhecimento oficial da independência do Peru pelo país europeu.
- Guerra da Tríplice Aliança (1864-1870): Foi a guerra em que a Tríplice Aliança - uma coalizão formada pelo Brasil, Uruguai e Argentina apoiados pela diplomacia do Império Britânico e financeiramente por capitais deste país, que, entre muitos interesses, encontrou territorialmente o interesse do acesso a direitos sobre território paraguaio, bem como seus vizinhos que, além de muitos interesses políticos (acima de tudo, internos), tinham a intenção de anexar territórios fronteiriços paraguaios. O conflito, politicamente e sociologicamente muito complexo, começou no final de 1864 com as ações guerreiras entre o Brasil e o Paraguai, por esta razão, somente depois de 1865 pode-se falar de "Guerra da Aliança Tripla". Como resultado, o Paraguai perdeu grande parte do seu território (160 mil km²)[12][13].
- Guerra do Pacífico (1879–1884): Foi um conflito armado que opôs à República do Chile contra as repúblicas do Peru e da Bolívia. O resultado foi a anexação pelo Chile do Departamento de Antofagasta, Bolívia; e do Departamento de Tarapacá e da província de Arica, Peru.
- Guerra do Acre (1899-1903): Foi um conflito entre a Bolívia e o Brasil que também afetou o Peru, referente ao território do Acre, rico em árvores de borracha e depósitos de ouro. Com a vontade da população local, terminou com a anexação ao Brasil de territórios que pertenciam à Bolívia e ao Peru[14].

Disputas territoriais na região do Rio da Prata.

### Conflitos do século XX
- Conflito entre o Peru e o Equador (1830-1998): Começou a partir da separação dos países que constituíram a Grã-Colômbia. Situação que piorou à medida que os anos passaram, envolvendo o Equador e o Peru em muitas guerras esporádicas, sendo a mais forte a Guerra peruana-equatoriana de 1941, mas que se concretizou com a Guerra de Cenepa em 1995. Foi em 1998 que a paz foi assinada colocando fim do problema da fronteira, também é considerado o maior conflito em todo o continente americano desde que, desde a sua criação, em 1830, nunca chegou um tratado específico, sempre foi feito um incêndio e não foi até em 1998, com a Ata de Brasília,[15] que a guerra se encerrou. Neste tratado o Equador renunciou a suas reivindicações para uma saída para o Rio Amazonas e o Peru manteve sua soberania em Tiwinza[16].
- Guerra do Chaco (1932-1935): Conflito entre o Paraguai e a Bolívia, para o controle do Chaco Boreal. Foi a guerra contemporânea de maior escala que ocorreu no continente latino-americano, mobilizando quase meio milhão de homens; também é a primeira no continente em que são usadas armas convencionais como tanques, metralhadoras e táticas, como a guerra de trincheiras. Menciona-se também que neste cenário a primeira batalha aérea travada nos céus latino-americanos[17][18].
- Guerra entre Colômbia e Peru (1932-1933): Este conflito armado entre a República da Colômbia e a República do Peru ocorreu nas regiões próximas ao rio Putumayo e à cidade de Leticia, pela soberania desta parte da bacia amazônica rica em seringueiras. A guerra terminou com a ratificação do Tratado Salomon-Lozano de 1922[19].
- Guerra das Malvinas (1982): foi um conflito armado entre a Argentina e o Reino Unido nas Ilhas Malvinas, Geórgia do Sul e Sandwich do Sul por soberania sobre esses arquipélagos do sul, conquistados a força em 1833 e dominados desde então por o Reino Unido. No entanto, a Argentina continua a reivindicá-los como uma parte integral e indivisível de seu território, considerando que eles são ilegalmente ocupados por um poder invasor e os inclui como parte de sua província da Terra do Fogo, Antártida e Ilhas do Atlântico Sul. Estes territórios disputados foram recuperados militarmente pela Argentina em 2 de abril de 1982, embora, também pela força, o Reino Unido voltou a assumir o controle da totalidade dos arquipélagos em 14 de junho do mesmo ano[20][21][22].